# Mompha langiella
Mompha langiella é uma espécie de mariposa do gênero Mompha pertencente à família Coleophoridae.